# Isometrus tamhini
Espèce
Isometrus tamhini est une espèce de scorpions de la famille des Buthidae.

## Distribution
Cette espèce est endémique du Maharashtra en Inde. Elle se rencontre vers Tamhini.

## Description
Le mâle holotype mesure 58,4 mm, les mâles mesurent de 51,0 à 58,4 mm et les femelles de 35,4 à 38,1 mm.

## Étymologie
Son nom d'espèce lui a été donné en référence au lieu de sa découverte, Tamhini.

## Publication originale
- Sulakhe, Dandekar, Padhye & Bastawade, 2020 : « Two new cryptic species of Isometrus (Scorpiones: Buthidae) from the northern Western Ghats, India. » Euscorpius, no 305, p. 1-24 (texte intégral).